# 白蕉艺术馆
白蕉艺术馆（英語：Baijiao Art Museum）是一个位于上海金山区的美术馆。

## 历史
2020年11月3日值此白蕉诞辰113周年建成开馆，毗邻张堰公园和姚光故居，位于上海金山区张堰镇花贤路29号，由一间老宅改建而来，并非是白蕉家族祖宅。馆名由中国书法家陈振濂题写。博物馆主要介绍白蕉生平事迹与艺术成就，还有其书法和绘画展示。

## 营业时间
- 周二至周日：上午九点至下午四点
- 周一闭馆